# Lagos Open 1983
Il Lagos Open 1983 è stato un torneo di tennis facente parte della categoria ATP Challenger Series nell'ambito dell'ATP Challenger Series 1983. Il torneo si è giocato a Lagos in Nigeria dal 21 al  febbraio 1983 su campi in cemento.

## Vincitori

### Singolare
Craig Wittus ha battuto in finale  Michiel Schapers con il punteggio di 6–3, 4–6, 11-9

### Doppio
Wesley Cash /  John Mattke hanno battuto in finale  Jonathan Canter /  Joe Meyers con il punteggio di 6–3, 3–6, 6–3